# Rita's Italian Ice
A Rita's Franchise Company, LLC, com o nome comercial de Rita's Italian Ice (originalmente e agora informalmente conhecida como Rita's Water Ice), é uma cadeia americana de restaurantes de fast food, de propriedade e exploração privada, originária da Região Metropolitana de Filadélfia, que se expandiu e atualmente opera principalmente na região do Médio Atlântico dos Estados Unidos. A cadeia é conhecida pelo seu sorvete italiano ou “gelo de água” e creme congelado, mas também oferece vários tipos de guloseimas congeladas e criações especiais.
A Rita's abriu o seu primeiro restaurante em 1984, em Município de Bensalem, Pensilvânia, um município fora de Filadélfia, e a empresa se expandiu gradualmente por toda a região de Filadélfia antes de abrir locais fora da região de Filadélfia. A empresa está atualmente sediada em Trevose, Pensilvânia. Em 27 de janeiro de 2022, a cadeia tinha 538 restaurantes em 31 estados, a maioria localizada no Meio-Atlântico.

## História
O Rita's foi fundado em maio de 1984 pelo ex-bombeiro de Filadélfia Bob Tumolo com uma receita que a sua mãe fazia e que ele depois ajustou para realçar os sabores e incluir fruta verdadeira. Tumolo deu ao restaurante o nome da sua mulher, Rita Tumolo. Inicialmente, o Rita's anunciava o seu produto como “gelo de água”, utilizando o termo regional de Filadélfia para o que é por vezes chamado “gelo italiano” em outras zonas do país. No verão de 1984, Bob tinha aberto a sua segunda loja no lado oposto da Pensilvânia, no Lago Erie. Em 1989, a família decidiu franquear o seu negócio, e existem agora mais de 600 locais em 30 estados e Washington, D.C. que servem 45.000 pessoas diariamente.
Em maio de 2005, a empresa foi vendida à McKnight Capital Partners, um grupo de capital privado com uma vasta experiência em franchising. A McKnight Capital Partners reconheceu o potencial de crescimento da organização e pôs em prática planos para expandir a empresa.
Em abril de 2007, a Rita's mudou a sua sede de Município de Bensalem, na Pensilvânia, para Trevose, na Pensilvânia.
Em 2011, a Falconhead Capital adquiriu uma participação de controle na empresa a um grupo de investimento liderado por Jim Rudolph. Falconhead nomeou o seu parceiro operacional Thomas Christopoul como o novo presidente e diretor executivo interino.
Em 2013, o Rita's abriu a sua primeira loja fora dos Estados Unidos, em Shenzhen, na China.
A Rita's tradicionalmente distribui um gelo italiano de tamanho regular gratuito ou gelo de água no primeiro dia da primavera de 1984 a 2019 e desde 2022. A Rita's não organizou um dia de gelo de água gratuito no primeiro dia da primavera em 2020–21, devido à pandemia de COVID-19.
Em janeiro de 2017, a Argosy Private Equity e a MTN Capital adquiriram o controle acionário da Rita's da Falconhead Capital.